# 22 минуты
«22 минуты» — боевик режиссёра Василия Серикова. Премьера состоялась 8 мая 2014 года.
В основе сюжета лежит инцидент с танкером «Московский университет», который произошёл 5 мая 2010 года в Аденском заливе.

## Сюжет
Ночь на 5 мая 2010 года. По Аденскому заливу идёт танкер-газовоз «Ямал», но вдруг тишину нарушает голос капитана судна: «Тревога! Стоп машина! Вооружённый захват судна!». Танкер захватывают сомалийские пираты под предводительством Амина Нур Баре. Но команде удаётся запереться в трюме. Первыми на сигнал «SOS» откликнулся БПК «Адмирал Крылов» под командованием капитана первого ранга Уколова. Две моторные лодки с морскими пехотинцами, которые отправились к захваченному танкеру, были обстреляны из крупнокалиберных пулемётов.
Боец морской пехоты Александр Ежов пропадает без вести. Первыми пропавшего морпеха находят боевики Амина. Так Ежов попадает на захваченный танкер. Амин Нур Баре ставит морпеху ультиматум: или он уговаривает команду сдаться, или погибает с ними вместе.
В это время в Главном штабе ВМФ России идёт экстренное совещание. Компания судовладельца не готова платить выкуп, который установил Амин, и адмирал ВМФ поручает капитану Тарасову освободить заложников.
Морпехи пробуют уговорить сомалийцев сдаться и одновременно отвлекают на себя внимание, пока морпех Ежов пытается сбежать, но сбежать ему не удаётся. Амин, поняв, что команда из трюма не собирается сдаваться, вызывает взломщиков. В это время Ежов «втирается в доверие» к одному из боевиков «Калашу». Ночью в трюме капитан Тарасов и прапорщик Могила планируют операцию по освобождению танкера и с помощью азбуки Морзе выходят на связь с Ежовым. Они поручают ему отвлечь внимание, а сами же практикуют штурм на своём БПК.
Днём следующего дня кок сомалийцев Омар нарушает закон ислама, выпив спиртного и спьяну пустившись в пляс во время молитвы. Амин приказывает до суда опустить Омара на верёвке в воду, но Омар погибает в результате нападения акулы, откусившей ему ноги по колено. Теперь Калаш ненавидит Амина ещё больше. Ночью юный пират соглашается помочь Ежову. Амин приказывает расстрелять морпеха на рассвете, но Ежову удаётся выжить благодаря тому, что Калаш отвлёк на себя внимание.
Утром отряд капитана Тарасова идёт на штурм, выживший Ежов освобождает заложников, вместе с ними выходит на палубу и завязывает рукопашный бой с противником. Калаш отвлёк на себя внимание, но погиб от рук Амина. Танкер был освобождён за 22 минуты (отсюда и название фильма), выжившие сомалийцы, в том числе и Амин, сами попадают в плен. Но из штаба ВМФ приходит приказ отпустить пленных, так как в российском законодательстве нет законов против пиратов. Ежов, потерявший друга, не согласен с таким решением и в бочку с водой набирает бензин и подкладывает гранату. Амин и пираты подрываются на лодке.

## Съёмки
Съёмки фильма начались в июне 2012 года и проводились в Москве, Севастополе (бухта Казачья — основные декорации танкера, плавучий госпиталь «Енисей», помещения танкера) и на Мальте. Также определённый этап съёмок проводился во Владивостоке на борту большого противолодочного корабля.

## Скандал
28 февраля 2014 года продюсер фильма Алексей Сидоров написал открытое письмо на имя Министра культуры России Владимира Мединского и исполнительного директора Фонда кино Антона Малышева c просьбой защитить фильм от катастрофы, к которой её ведёт «Централ Партнершип». По его словам, компания исказила сюжетную линию, вырезала все сцены драматургии отношений героев и нарушила сюжетную, событийную и временную логики. Вследствие этого он потребовал снять его фамилию из титров.
23 апреля того же года открытое письмо написала творческая группа фильма, в котором выразила сожаление в связи с действиями компании «Централ Партнершип» и официально заявила, что они не имеют ничего общего с фильмом.

## В ролях
- Макар Запорожский — матрос Саня Ежов
- Денис Никифоров — Андрей Романович Тарасов, капитан морской пехоты
- Гаэль Камилинди — Калаш, пират
- Ибра Туре — Амин
- Виктор Сухоруков — Владимир Васильевич Уколов, капитан 1-го ранга
- Александр Галибин — Декалин, капитан танкера-газовоза «Ямал»
- Игорь Тарадайкин — Ваганов, адмирал флота, главком ВМФ
- Владислав Дёмин — Юрий Могила, старший прапорщик
- Иван Породнов — Тихонов, старшина
- Владислав Погиба — Колыч, старший сержант
- Екатерина Маликова — Ольга Гурова, представитель владельца груза
- Сергей Апрельский — Синельников, представитель владельца танкера
- Андрей Арзяев — Дед, старший механик
- Александр Воробьёв — Рыжов, контр-адмирал
- Сергей Насибов — Данилов, вице-адмирал
- Роман Фролов — Татаринцев, контр-адмирал
- София Хандомирова — Ольга
- Дмитрий Ендальцев — Рома
- Алина Мазненкова — Светка
- Данил Стеклов — Малёк
- Ирина Гуркина — мама Оли

## Награды и номинации
- Премия «Жорж» 2015 — номинация «Лучший российский экшн»